# (1906) Naef
(1906) Naef – planetoida z pasa głównego asteroid okrążająca Słońce w ciągu 3 lat i 240 dni w średniej odległości 2,37 j.a. Została odkryta 5 września 1972 roku w Observatorium Zimmerwald w Szwajcarii przez Paula Wilda. Nazwa planetoidy pochodzi od Roberta A. Naefa (1907–1975), astronoma amatora z Zurichu, autora rocznego almanachu astronomicznego „Der Sternenhimmel”. Przed jej nadaniem planetoida nosiła oznaczenie tymczasowe (1906) 1972 RC.